# Cerignale
Cerignale ist eine italienische Gemeinde (comune) mit 123 Einwohnern (Stand 31. Dezember 2023) in der Provinz Piacenza in der Emilia-Romagna. Die Gemeinde liegt etwa 50,5 Kilometer südwestlich von Piacenza, gehört zur Comunità Montana Appennino Piacentino und grenzt unmittelbar an die Provinz Pavia. Die nordwestliche Grenze bildet die Trebbia, die nordöstliche deren Zufluss Aveto.

## Verkehr
Entlang beider Flüsse verlaufen die Strada Statale 45 di Val Trebbia von Genua nach Piacenza und die frühere Strada Statale 586 della Valle dell'Aveto (heute eine Provinzstraße) von Corte Brugnatella nach Carasco.

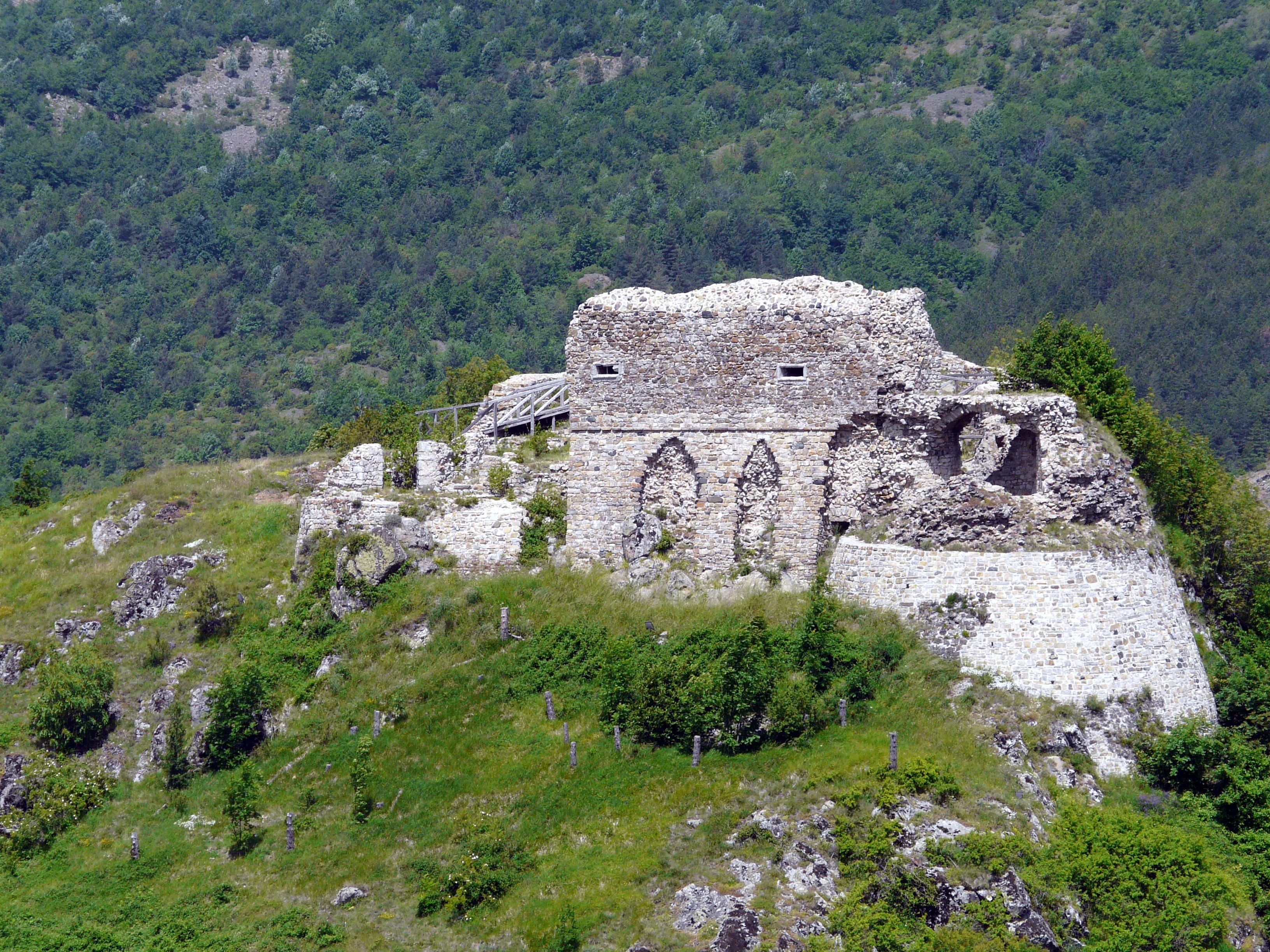
Burgruine im Ortsteil Cariseto